# 亚历山大·斯洛博达
亚历山大·伊万诺维奇·斯洛博达（俄语：Александр Иванович Слобода；1920年8月27日—2022年11月14日），白俄罗斯政治人物。曾任白俄罗斯最高苏维埃代表。

## 生平
1920年生于白俄罗斯苏维埃社会主义共和国维捷布斯克州上德文斯克區杜布罗维。1937年开始担任拖拉机司机。1940年9月应征入伍，在伏尔加河军区第53步兵师第27独立侦察营服役。1941年6月参加苏德战争。同年12月参与布伊尼奇战役，获得红旗勋章。1942年1月参与莫斯科战役，获得第二枚红旗勋章，同年加入联共（布）。1942年夏负伤，在莫斯科第7后送医院接受治疗，之后被送往加里宁方面军。1944年再次负伤，被转送至后方。随后任苏联共青团戈梅利地委书记，1946年赴联共（布）中央高级党校进修。1948年至1952年，任共青团博布鲁伊斯克地委书记。1952年至1959年，任白俄罗斯共产党斯卢茨克区委第二书记。1959年至1961年，任斯卢茨克区执行委员会主席。1961年至1970年，任白俄罗斯共产党明斯克州柳班区委第一书记。1966年获社会主义劳动英雄荣誉称号。1970年至1985年，任白俄罗斯苏维埃社会主义共和国人民监察委员会副主席。1985年退休，任明斯克州退伍军人委员会主席。2022年11月14日逝世。

## 社会兼职
- 白俄罗斯苏维埃社会主义共和国最高苏维埃代表（1963年－1967年）
- 白俄罗斯共和国最高苏维埃代表（1990年－1994年）
- 白俄罗斯共产党中央委员会候补委员（1966年－1971年）